# Nekrolog 1333
Nekrolog
◄◄
| ◄
| 1329
| 1330
| 1331
| 1332
| 1333 | 1334 | 1335 | 1336 | 1337 | ► | ►►
Weitere Ereignisse | Allgemeiner Nekrolog 1333
Die Beschreibung der verstorbenen Person sollte so kurz wie möglich gehalten sein und nur deren signifikante Tätigkeit(en) enthalten.
Neue Namen ggf. auch unter dem Geburts- und Sterbedatum, also etwa unter 1. Januar und im Geburts- und Sterbejahr (2024) eintragen (nur bei entsprechender großer Wichtigkeit). Für Beispiele siehe die schon vorhandenen Artikel.
Außerdem über die fünf zuletzt Verstorbenen, zu denen es einen ausreichend guten Artikel für eine Präsentation auf der Hauptseite gibt, nach der todesbedingten Überarbeitung der Artikel ggf. auch unter Wikipedia Diskussion:Hauptseite informieren und sie am besten auch in den anderen Wikipedia-Sprachversionen eintragen. Tipp: Regelmäßig bei news.google.de nach „ist tot“, „gestorben“ oder „verstorben“ suchen.
Wenn eine Person gestorben ist, gibt es viele Seiten zu dieser Person in der Wikipedia, die davon auch betroffen sind und entsprechend aktualisiert werden müssen. Beispiele: Namenübersichtsseite, Geburtsjahr, Geburtsort-Seiten und viele mehr.
Wie finde ich die betroffenen Seiten?
Im Suchfeld auf der linken Seite gibt man den Suchbegriff so ein: „Vorname Nachname“. Dann klickt man auf Volltext und alle Seiten mit entsprechendem Suchtext werden aufgerufen. Hier sieht man dann schnell, wo auch das Todesjahr Sinn macht oder sogar ein Teil des Artikels angepasst werden muss. Auch hilft das „Werkzeug“ auf der linken Seite sehr gut, um solche Seiten aufzufinden: „Links auf diese Seite“. Somit ist die Wikipedia wieder aktuell in allen Bereichen! Hinweis: bei Eintragung der Kategorie „Gestorben JAHR“ wird der Missbrauchsfilter 49 ausgelöst, was jedoch nicht schlimm ist. Siehe: Spezial:Missbrauchsfilter/49
Dies ist eine Liste von im Jahr 1333 verstorbenen bekannten Persönlichkeiten. Die Einträge erfolgen innerhalb der einzelnen Daten alphabetisch sortiert. Tiere sind im Nekrolog für Tiere zu finden.

## Januar
| Tag        | Name                  | Beruf, bekannt als     | Alter | Beleg |
| ---------- | --------------------- | ---------------------- | ----- | ----- |
| 3. Januar  | Margaret de Clare     | anglo-englische Adlige |       |       |
| 25. Januar | Elisabeth von Maltitz | deutsche Adlige        |       |       |

## Februar
| Tag        | Name                      | Beruf, bekannt als                            | Alter | Beleg |
| ---------- | ------------------------- | --------------------------------------------- | ----- | ----- |
| 1. Februar | Konrad IV. von Baierbrunn | Adliger und Truchsess des bayerischen Herzogs | 57    |       |

## März
| Tag     | Name                   | Beruf, bekannt als | Alter | Beleg |
| ------- | ---------------------- | ------------------ | ----- | ----- |
| 2. März | Władysław I. Ellenlang | König von Polen    |       |       |

## Juni
| Tag      | Name                                     | Beruf, bekannt als                            | Alter | Beleg |
| -------- | ---------------------------------------- | --------------------------------------------- | ----- | ----- |
| 6. Juni  | William Donn de Burgh, 3. Earl of Ulster | irischer Adliger und King's Deputy von Irland | 20    |       |
| 18. Juni | Heinrich XV.                             | Herzog von Bayern und Niederbayern            | 20    |       |
| 22. Juni | Friedrich II.                            | Markgraf von Baden                            |       |       |

## Juli
| Tag      | Name                       | Beruf, bekannt als                    | Alter | Beleg |
| -------- | -------------------------- | ------------------------------------- | ----- | ----- |
| 4. Juli  | Hōjō Takatoki              | letzter Regent des Kamakura-Shogunats | 29    |       |
| 6. Juli  | Wolfram von Grumbach       | Bischof von Würzburg                  |       |       |
| 19. Juli | Aodh, 4. Earl of Ross      | schottischer Adeliger                 |       |       |
| 19. Juli | Archibald Douglas          | schottischer Heerführer und Regent    |       |       |
| 19. Juli | William Douglas of Douglas | schottischer Adliger                  |       |       |
| 19. Juli | Malcolm, 5. Earl of Lennox | schottischer Magnat                   |       |       |
| 28. Juli | Guigues VIII.              | Dauphin von Viennois (1318–1333)      |       |       |

## September
| Tag           | Name              | Beruf, bekannt als                                  | Alter | Beleg |
| ------------- | ----------------- | --------------------------------------------------- | ----- | ----- |
| 24. September | Louis de Beaumont | anglo-französischer Geistlicher, Bischof von Durham |       |       |
| 25. September | Morikuni          | japanischer Shogun                                  |       |       |

## Oktober
| Tag         | Name                 | Beruf, bekannt als                              | Alter | Beleg |
| ----------- | -------------------- | ----------------------------------------------- | ----- | ----- |
| 15. Oktober | Johanna von Flandern | französische Aristokratin und Geistliche        |       |       |
| 16. Oktober | Nikolaus V.          | Gegenpapst von Papst Johannes XXII. (1328–1330) |       |       |
| 27. Oktober | Stephen Seagrave     | englischer Geistlicher, Erzbischof von Armagh   |       |       |

## Dezember
| Tag          | Name                    | Beruf, bekannt als | Alter | Beleg |
| ------------ | ----------------------- | ------------------ | ----- | ----- |
| 7. Dezember  | Gerold von Friesach     | Bischof von Gurk   |       |       |
| 29. Dezember | Heinrich Berka von Dubá | Bischof von Olmütz |       |       |

## Datum unbekannt
| Tag | Name                                | Beruf, bekannt als                                 | Alter | Beleg |
| --- | ----------------------------------- | -------------------------------------------------- | ----- | ----- |
|     | An-Nuwairi                          | ägyptischer Historiker und Enzyklopädist           |       |       |
|     | Kuno II. von Falkenstein-Münzenberg | Adliger des Hauses Falkenstein                     |       |       |
|     | Friedrich VIII.                     | Graf von Zollern                                   |       |       |
|     | Badr ad-Dīn Ibn Dschamāʿa           | islamischer Wissenschaftlicher und Rechtsgelehrter |       |       |
|     | Kanz ed-Dawla                       | nubischer König                                    |       |       |
|     | Konrad IV. Tanner                   | Stiftspropst von Berchtesgaden                     |       |       |
|     | Manuel II.                          | Kaiser von Trapezunt                               |       |       |
|     | Momik                               | armenischer Architekt                              |       |       |
|     | Muhammad IV.                        | Emir von Granada (1325–1333)                       |       |       |
|     | Nikkō                               | japanischer Mönch                                  |       |       |
|     | Walter III. von Geroldseck          | Herr von Hohengeroldseck                           |       |       |